# بیلی فوگ
بیلی فوگ (انگلیسی: Billy Fogg؛ ۹ مارس ۱۹۰۳ – ۲۹ ژوئیهٔ ۱۹۶۶) بازیکن فوتبال اهل بریتانیا بود.
از باشگاه‌هایی که در آن بازی کرده‌است می‌توان به باشگاه فوتبال هادرزفیلد تاون، باشگاه فوتبال ترانمره راورز، و باشگاه فوتبال لیتون اورینت اشاره کرد.